# Diabolic Angel
Diabolic Angel è l'album d'esordio della band tedesca Gothic metal Bloodflowerz. Il disco è stato pubblicato da parte della Silverdust Records nel 2002.

## Tracce
1. Fatal Kiss - 04.32
2. Diabolic Angel - 05.06
3. Lovesick - 04.38
4. Ablaze - 05.41
5. Sadness - 04.48
6. One Second - 04.29
7. Mea Culpa - 01.13
8. Tears of the Night - 06.24
9. Cold Rain - 04.20
10. Season of Love - 04.39